# Un seul amour (film, 1957)
Pour plus de détails, voir Fiche technique et Distribution.
Un seul amour (titre original Jeanne Eagels) est un film américain réalisé par George Sidney et produit par la Columbia Pictures, sorti en 1957.

## Synopsis
Le film raconte la vie de l'actrice américaine Jeanne Eagels (1890-1929).

## Fiche technique
- Titre : Un seul amour
- Titre original : Jeanne Eagels
- Réalisation : George Sidney
- Scénario : Sonya Levien, John Fante, d'après une histoire de Daniel Fuchs
- Chef-opérateur : Robert H. Planck
- Montage : Viola Lawrence et Jerome Thoms
- Musique : George Duning
- Direction artistique : Ross Bellah
- Décors : William Kiernan, Alfred E. Spencer
- Costumes : Jean-Louis Berthault
- Production : George Sidney pour Columbia Pictures
- Durée : 108 minutes
- Date de sortie : États-Unis : 2 août 1957
- Affiche : Jean Mascii (France)

## Distribution
- Kim Novak : Jeanne Eagles
- Jeff Chandler : Sal Satori
- Agnes Moorehead : Nellie Neilson
- Charles Drake : John Donahue
- Larry Gates : Al Brooks
- Virginia Grey : Elsie Desmond
- Gene Lockhart : Président du Conseil d'Equity
- Joe de Santis : Frank Satori
- Murray Hamilton : Chick O'Hara
- Michael Dante : Sergent O'Hara
- Lowell Gilmore
- Raymond Greenleaf
- Hank Mann
- 'Snub' Pollard
- Will Wright
- Richard Gaines
- Doris Lloyd
- Theodore Marcuse
- Myrna Fahey
- Myrtle Anderson